# Dmitry Orlov
Pour les articles homonymes, voir Orlov.
Dmitry Orlov (en russe : Дмитрий Орлов), né en 1962, est un ingénieur et écrivain russo-américain. Ses écrits ont pour sujet le déclin et l'effondrement économique, écologique et politique potentiel aux États-Unis.

## Biographie
Dmitry Orlov est né à Leningrad (aujourd'hui Saint-Pétersbourg) et est arrivé aux États-Unis à l'âge de 12 ans. Il a un Bachelor of Science en informatique et un Master en linguistique appliquée. Par ses multiples visites dans son pays natal à la fin des années 1980 et au début des années 1990, il est témoin de l'effondrement de l'URSS.
En 2005 et 2006, Orlov écrit plusieurs articles comparant l'effondrement non-préparé des États-Unis et de l'URSS sur des sites internet liés au pic pétrolier. Son article « Closing the 'Collapse Gap': the USSR was better prepared for collapse than the US » devient très populaire sur EnergyBulletin.Net,.
En 2006, Orlov publie un manifeste en ligne : The New Age of Sail. En 2007, sa femme et lui vendent leur appartement de Boston, achètent un voilier équipé de panneaux solaires, de six mois de réserve de propane et pouvant stocker de grandes quantités de nourriture. Il l'appelle sa « capsule de survie ».  Ayant fait du troc de vodka contre des produits de première nécessité durant l'un de ses voyages en Russie après l'effondrement de celle-ci, il déclare : « Lorsque l'on fait face à un effondrement économique, on doit arrêter de penser la richesse en termes d'argent ».
Il continue d'écrire régulièrement sur son blog Club Orlov et sur EnergyBulletin.Net.

### Collapsologie
Dans son ouvrage Les cinq stades de l'effondrement (2013), Dmitry Orlov décrit ces cinq étapes possibles :
1. Effondrement financier : les institutions financières deviennent insolvables et les banques ferment ;
2. Effondrement économique : pénuries de biens essentiels et décomplexification de l'économie ;
3. Effondrement politique : la corruption remplace les services de l'administration ;
4. Effondrement social : perte des institutions sociales locales et guerre civile ;
5. Effondrement culturel : perte de l'empathie et de l'humanité ;
6. Effondrement écologique (proposé après la publication du livre[8]).

### Traductions en français
- Absolument positif, Amazon Media EU SARL, 2012.
- Dmitry Orlov (trad. de l'anglais par Tancrède Bastié), Les cinq stades de l'effondrement : Guide du survivant [« The Five Stages of Collapse »], Paris, Le retour aux sources, 2016, 446 p. (ISBN 978-2-35512-067-1).

## Documentaire
- 2009 : Dmitry Orlov: Social Collapse Best Practices, Whole Earth Films.